# Svalbard și Jan Mayen
Svalbard și Jan Mayen este un termen statistic care se referă la două zone din regiunea arctică norvegiană grupate sub același cod ISO 3166-1 "SJ":
- Arhipelagul Svalbard, un teritoriu al Norvegiei și
- Insula Jan Mayen, care apartine comitatului Nordland.

În ciuda denumirii comune, aceste două teritorii nu sunt administrate sub aceeași jurisdicție teritorială. 
Aceste două domenii sunt considerate ca facând parte din Europa, deși sunt pe linia de demarcație dintre Europa și America de Nord. 